# Sphaerostephanos unitus
Sphaerostephanos unitus är en kärrbräkenväxtart som först beskrevs av Carolus Linnaeus, och fick sitt nu gällande namn av Holtt. Sphaerostephanos unitus ingår i släktet Sphaerostephanos och familjen Thelypteridaceae.

## Underarter
Arten delas in i följande underarter:
- S. u. mucronatus
- S. u. papilliferus